# Peyton Manning
Peyton Williams Manning, född 24 mars 1976 i New Orleans, Louisiana, är en före detta amerikansk fotbollsspelare (quarterback) som sist spelade för NFL-laget Denver Broncos.
Manning spelade på collegenivå för University of Tennessees idrottsförening Tennessee Volunteers och draftades allra först 1998 av Indianapolis Colts, där han spelade ända till 2011 då han lämnade Colts för Denver Broncos. Efter honom valdes i draften Ryan Leaf som spelade två säsonger i NFL och blev en stor flopp. Peyton Manning är den enda spelare genom tiderna som har utsetts till NFLs årliga MVP fem gånger. Han är son till tidigare NFL-spelaren Archie Manning och äldre bror till New York Giants quarterback Eli Manning.
Åren 1998-2010 missade Manning inte en enda match för sitt Indianapolis Colts, men säsongen 2011/2012 drabbades han av nackskador och kunde inte spela. Han har med Indianapolis Colts vunnit Super Bowl XLI. Den 20 mars 2012 skrev Manning på ett femårskontrakt för Denver Broncos värt 96 miljoner amerikanska dollar. 
2016 vann Manning sin andra Super Bowl, den här gången med Denver Broncos när man mötte Carolina Panthers. Den 7 mars 2016 meddelade Manning officiellt att han avslutar sin karriär.